# Ana García Bergua
Ana García Bergua (geb. 1960 in Mexiko-Stadt) ist eine mexikanische Schriftstellerin und Kolumnistin, die für ihre humorvolle, wirklichkeitsnahe und fantastische Erzählweise bekannt ist. Sie wurde unter anderem mit dem Premio Sor Juana Inés de la Cruz (2013) und dem Premio Nacional de Narrativa Colima (2016) ausgezeichnet.

## Leben
García Bergua studierte Französische Literatur sowie Bühnenbild an der Universidad Nacional Autónoma de México (UNAM). Seit 2001 ist sie Mitglied des Sistema Nacional de Creadores de Arte, einem staatlich geförderten Förderprogramm für Kunstschaffende, das auf Peer-Auswahl basiert. Sie stammt aus einer künstlerisch geprägten Familie; ihre Geschwister schreiben unter anderem Lyrik. García Bergua lebt bis heute in Mexiko-Stadt, einer Stadt, zu der sie ein ambivalentes Verhältnis hegt und die ihr als lebenslange Inspirationsquelle dient.

## Wirken
García Bergua schreibt Romane, Erzählungen und Essays. Sie sieht die Erzählung als besonders für den heutigen Alltag geeignet, da sie sich gut in kurzen Lesemomenten rezipieren lässt und dennoch nachhaltige Wirkung entfalten kann. Dabei lehnt sie modische Kürzestformate wie die „Twitteratur“ eher ab und bevorzugt ein narratives Erzählen, das zwischen Pointiertheit und Tiefe changiert.
Zu ihren bekanntesten Romanen zählen La bomba de San José, für die sie 2013 den Premio Sor Juana Inés de la Cruz erhielt, sowie Rosas negras, Isla de bobos, Púrpura und El umbral.
Für ihren Erzählband La tormenta hindú y otras historias wurde sie 2016 mit dem Premio Nacional de Narrativa Colima ausgezeichnet. Das Buch enthält 22 Kurzgeschichten, die sich mit Themen wie Alter, Erinnerung und gesellschaftlicher Absurdität auseinandersetzen, und dabei auch historische Kontexte literarisch verarbeiten.
Ein zentrales Merkmal ihres Stils ist die seltene Verbindung von Humor, Wirklichkeitsnähe und Fantastik. García Bergua selbst betont, dass der Humor in ihren Texten oft eine Form der Verarbeitung gesellschaftlicher und individueller Widersprüche ist.
Neben literarischen Texten verfasst sie auch journalistische Beiträge. Ihre Kolumne Y ahora paso a retirarme erscheint regelmäßig in der Zeitung La Jornada. Überdies veröffentlicht sie in Letras Libres, Literal Magazine, Milenio sowie weiteren Zeitschriften und Medien.
Seit den 1990er-Jahren ist sie auch als Dozentin tätig und leitet Schreibwerkstätten in verschiedenen Teilen Mexikos.
Ein weiteres Beispiel für ihre literarische Arbeit ist der Essayband Postales desde el puerto. Instantáneas del puerto de Veracruz, den sie erstmals 1996 im Auftrag von Conaculta verfasste und 2024 auf der FILU der Universidad Veracruzana neu vorstellte. Die Sammlung enthält kurze literarische Momentaufnahmen aus Veracruz, die sie als „geschriebene Fotografien“ beschreibt.
Ihre Werke wurden in mehrere Sprachen übersetzt, darunter Englisch, Französisch, Deutsch, Slowenisch und Italienisch.
Einige ihrer Texte sind zudem Teil des französischen Hochschulcurriculums für die sogenannte Agrégation, ein Auswahlverfahren für Lehrkräfte.